# Vanessa García
Vanessa García Vega (Vega Baja, 18 de julho de 1984) é uma nadadora porto-riquenha.

## Carreira

### Rio 2016
García competiu nos 50 m livre feminino nos Jogos Olímpicos de Verão de 2016, sendo eliminada nas eliminatórias.